# Selma dos Reis
Selma Cândida dos Reis (São Gonçalo, 15 de janeiro de 1968) é uma ex-competidora de atletismo brasileira. Competiu em provas de fundo e de rua. Foi vitoriosa na Meia Maratona do Rio de Janeiro, em 2001.

## Carreira
Disputou o Campeonato Mundial de Cross Country de 1999, em Belfast, na Irlanda do Norte, ficando em 81º lugar. Na edição de 2000, em Vilamoura, em Portugal, esteve na disputa da corrida curta, ficando em 98º lugar.
Em 2001, venceu a Meia Maratona do Rio de Janeiro. Foi a primeira mulher brasileira a vencer a disputa na capital fluminense. Ela havia ficado em segundo no ano anterior, atrás apenas da queniana Margaret Okayo.
No Campeonato Sul-Americano de Atletismo de 2001, em Manaus, conquistou a medalha de prata nos 5000 metros.
Esteve na Maratona de Berlim, em 2002,ficando na 24ª posição. Em 2004, venceu etapa do Circuito Sul-Americano de Corridas de Rua, em Georgetown, na Guiana.
Selma ainda foi tricampeã da Corrida de São Pedro, realizada em Cachoeiro do Itapemirim, em 2012, com percurso de 10km.